# رقعة
MN

## لغة واصطلاحاً
الرقعة: الجمع: رُقَع، رِقاع.
هو ما يرقع به الموضع المفتوق أو الممزق أو التالف في الاشياء المصنوعة من الجلود والاقمشة من اللباس أو الاغطية كالثوب والحذاء وغيره بالخرق أو القطع، فنقول رقعة في ثوب بالٍ، ومنها ظهرت مهنة الرواف أو الريافة وهي إصلاح الملابس المتهرئة والممزقة بواسطة إبرة الخياطة اليدوية، ومهنة الرقاعة التي تختلف عن الترقيع الذي يعني إصلاح للجلد أو الثوب أو غيرهما برقعة تستر العيوب وتطيل صلاحية الشيء المراد الانتفاع به. وكذلك رقعة أنبوب الإطار المثقوب في عجلة مركبة أو دراجة وما شابه ذلك من الاشياء، ومنها برزت مهنة الظلاع (بنجرجي). والرقعة تعني ايضاً قطعة من شيء، كقولنا رقعة حديقة زهور. وكذلك القطعة تعني رقعة من الأرض، ورقعة الدلالة لمكان أو محل ما وتسمى اللافتة، ورقعة الحيوان هو نسيج حيواني معد للتطعيم. وقطعة من ورق أو رقعة من جلد غزال أو غيره وهي التي يكتب عليها وتسمى القرطاس، فنقول أرسل اليه رقعة يخبره فيها بما جرى. والرقعة تعني أيضا ورقة صغيرة تثبت فيها بعض المعلومات وتلصق على شيء دلالة على محتوى أو مصدر أو عنوان أو وزن أو سعر وقد يقال عنها بطاقة، علامة، سمة، لصيقة، فنقول رقعة على زجاجة.

## مهن قريبة
- الرقاع
- الرواف
- الظلاع

## أدوات وآلآت
- إبرة الخياطة
- إبرة الحياكة
- آلة الخياطة

## انظر ايضاً
- رقعة جليد
- رقعة الرمال
- رقعة شطرنج
- خط الرقعة